# I Won’t Play!
I Won’t Play! ist ein US-amerikanischer Kurzfilm aus dem Jahr 1944, der von Warner Bros. nach einer Erzählung von Laurence Schwab produziert wurde. Regie führte Crane Wilbur. Der Film wurde mit einem Oscar bedacht.

## Handlung
Während des Zweiten Weltkrieges dient Joe Fingers als Marine. Er ist mit seiner Kompanie auf einer kleinen Südseeinsel stationiert, die von den US-Truppen erobert wurde. Fingers unterhält seine Kameraden mit Geschichten, in denen er sich als wichtiger Mann im Showbusiness bezeichnet. Er gibt sich als virtuoser Klavierspieler aus, der anderen Künstlern den Weg ins Showgeschäft geebnet habe. So half er angeblich George Gershwin bei der Komposition von Rhapsody in Blue.
Bislang haben seine Kameraden seine Geschichten für wahr gehalten, doch die Gershwin-Episode lässt einige zweifeln. Als ein Klavier auf die Insel geliefert wird, wollen sie, dass Fingers für sie spielt. Doch er weigert sich mit dem Hinweis, dass er ihnen die ganze Zeit über Lügen erzählt habe. Als eine bekannte Sängerin zur Truppenunterhaltung auf die Insel geflogen wird und sie den Soldaten erzählt, dass sie durch Fingers das geworden sei, was sie nun ist, ändert sich die Haltung der Soldaten wieder.

## Veröffentlichung
Die Premiere fand am 11. November 1944 statt.

## Auszeichnung
Gordon Hollingshead wurde auf der Oscarverleihung 1945 mit dem Oscar in der Kategorie „Bester Kurzfilm“ (2 Filmrollen) geehrt.